# 芽庄温佩旅游度假区
芽庄温佩旅游度假区是一座位於越南中部慶和省芽莊市的渡假村，占据整个珍珠岛。該島的前稱為漢滓島（Hòn Tre）。

## 概要
珍珠渡假村位於珍珠岛上，是芽莊灣中最大的島嶼，也被稱為竹島，面積超過32.5平方公里，位於芽莊市中心以東約5公里，距離舊碼頭——Cầu Đá港約3.5公里。島上有五星級飯店、主題樂園、以及娛樂購物城。前往該島的主要方式有乘坐纜車、快艇以及渡輪。珍珠假村擁有29棟別墅型房間以及一間總統套房與一間皇家套房。
- 珍珠渡假村纜車
- 芽庄温佩乐园 VinWonders Nha Trang
- 芽庄珍珠豪华度假酒店
- 芽庄湾珍珠水疗度假村 Vinpearl Resort & Spa Nha Trang Bay
- 芽庄珍珠度假酒店 Vinpearl Resort Nha Trang
- 芽庄竹岛万豪度假酒店 Nha Trang Marriott Resort & Spa, Hon Tre Island（原芽庄温佩高尔夫度假酒店）

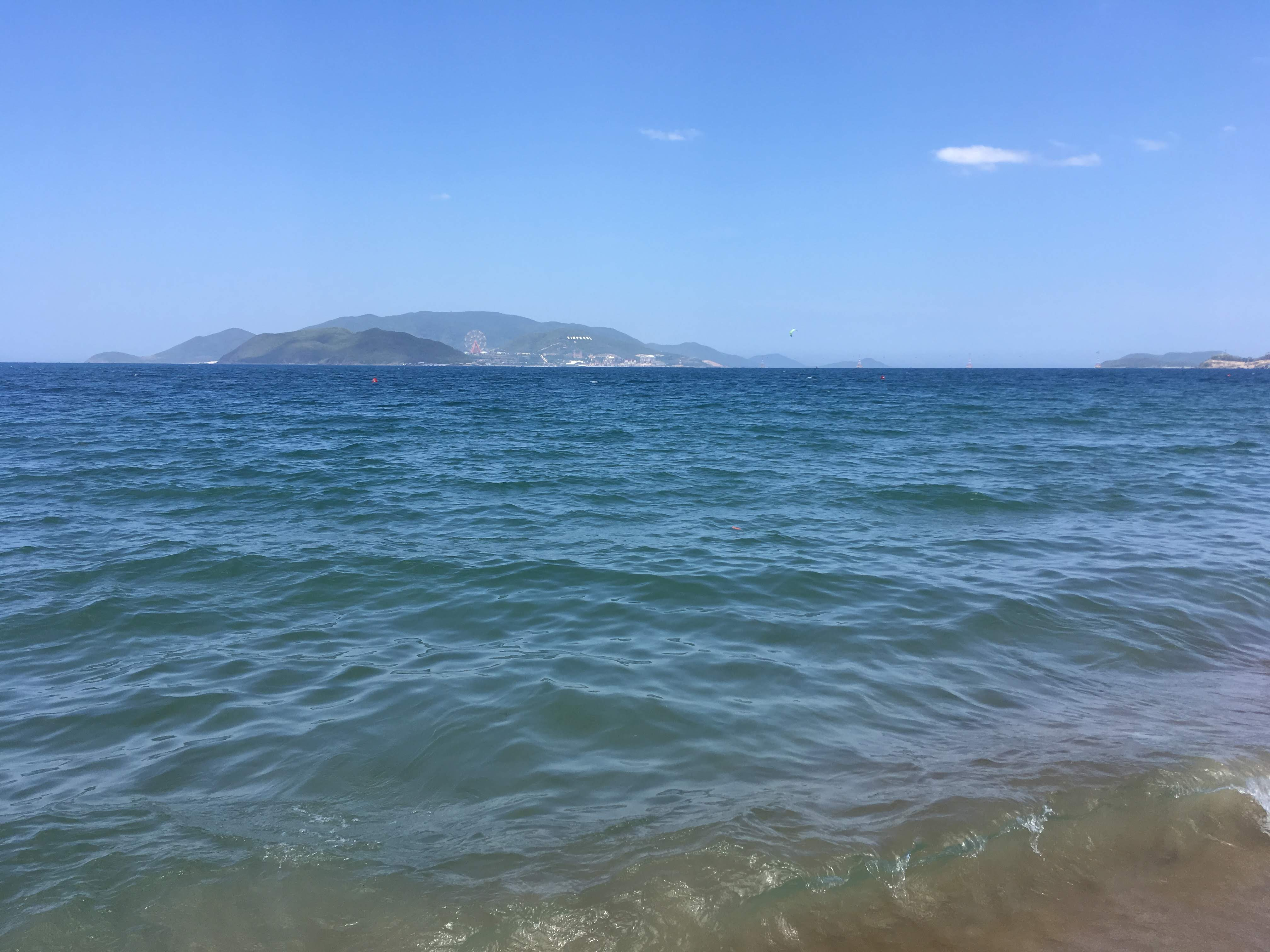
从芽庄市区眺望
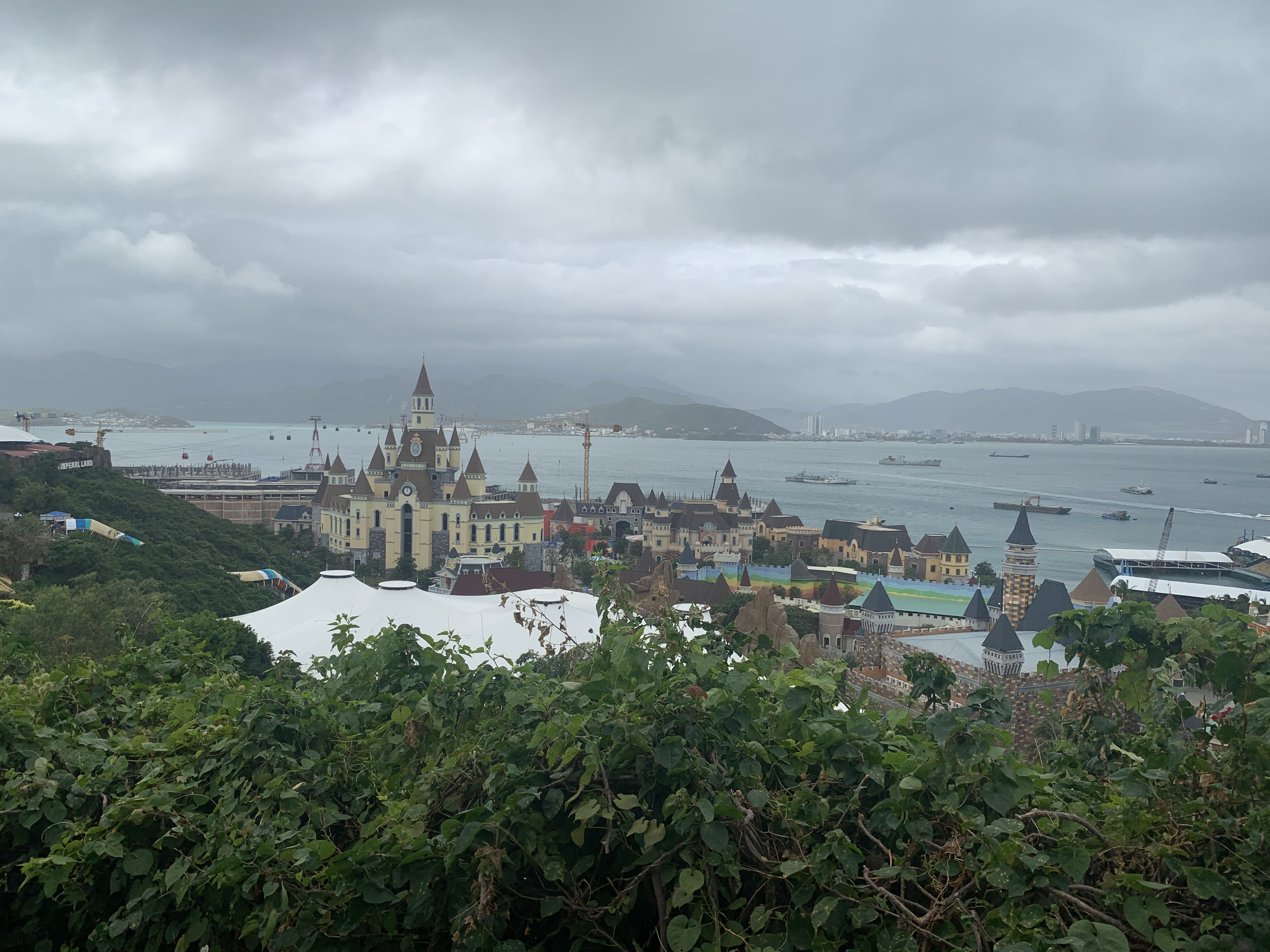
芽庄温佩乐园
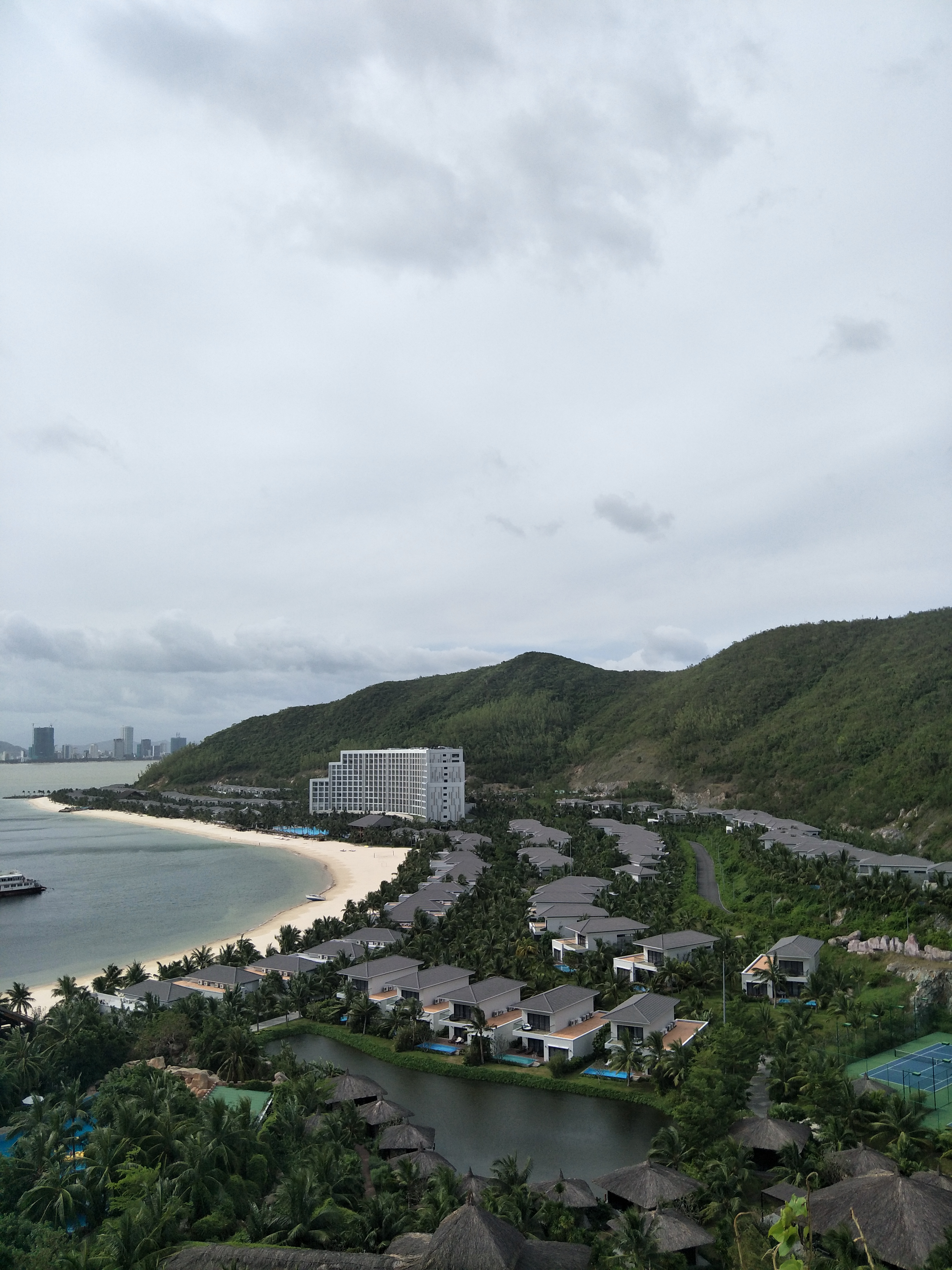
芽庄湾珍珠水疗度假村
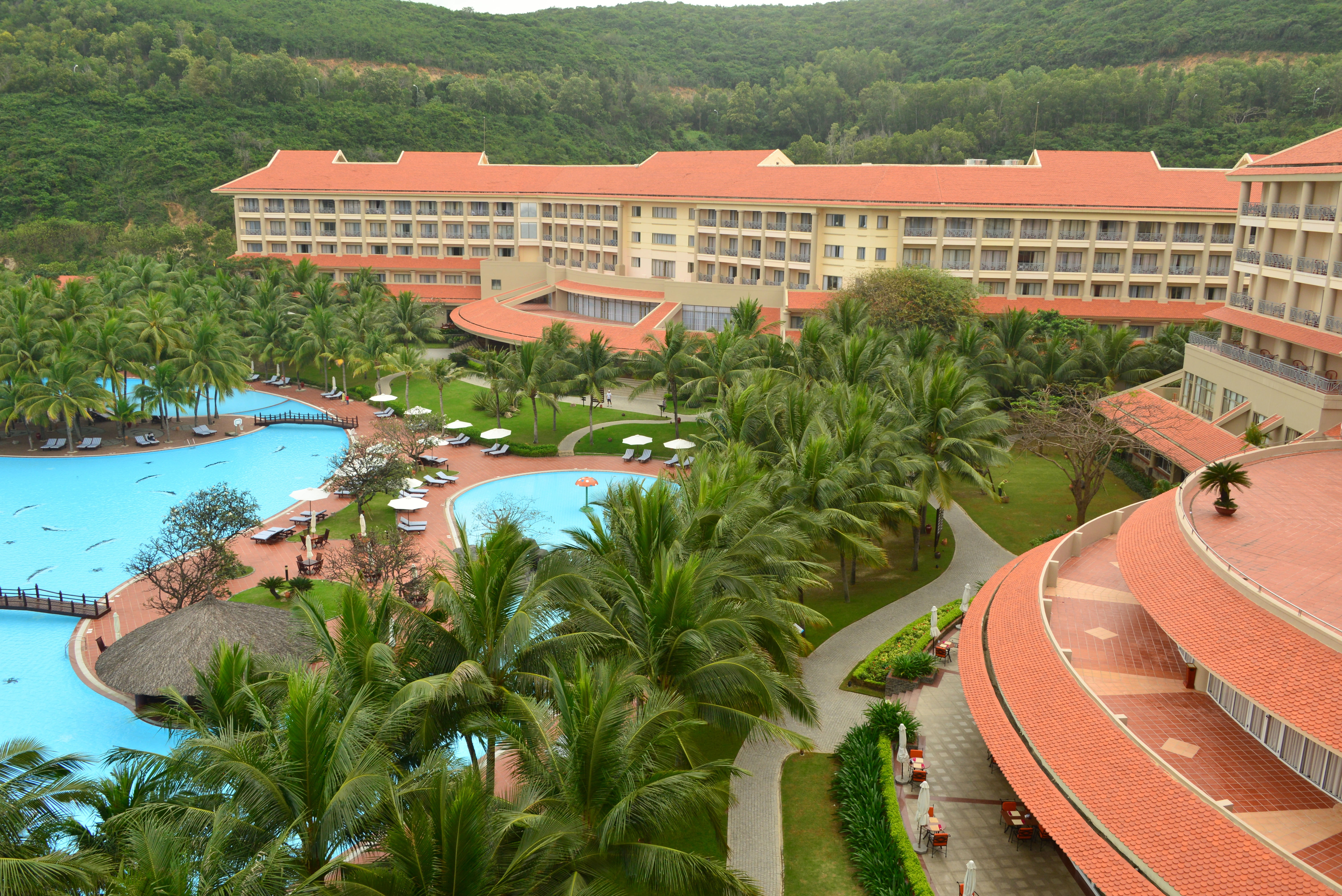
芽庄珍珠度假酒店
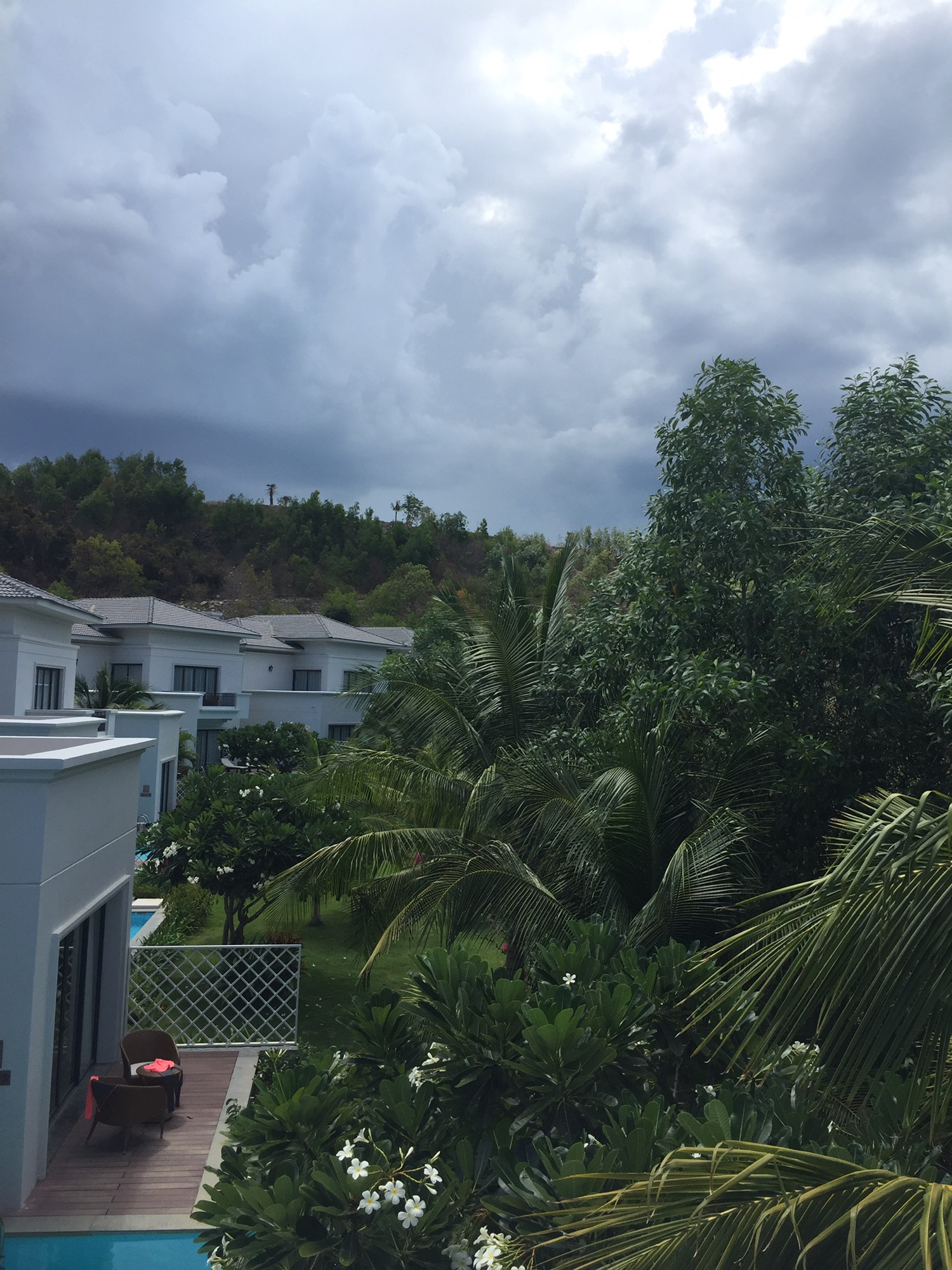
芽庄竹岛万豪度假酒店